# Alles kan en alles mag
Alles kan en alles mag is een single van Willy Sommers. In 2008 werd het nummer uitgebracht als cd-single en haalde enkele Vlaamse hitlijsten.

## Tracklist
- 'Alles kan en alles mag'
- 'Alles kan en alles mag' (karaoke)

### Hitnotering
| "Alles kan en alles mag" in de Vlaamse Ultratop 50 - binnen: 02-08-2008 | "Alles kan en alles mag" in de Vlaamse Ultratop 50 - binnen: 02-08-2008 | "Alles kan en alles mag" in de Vlaamse Ultratop 50 - binnen: 02-08-2008 | "Alles kan en alles mag" in de Vlaamse Ultratop 50 - binnen: 02-08-2008 |
| Week                                                                    | 01                                                                      | 02                                                                      |                                                                         |
| ----------------------------------------------------------------------- | ----------------------------------------------------------------------- | ----------------------------------------------------------------------- | ----------------------------------------------------------------------- |
| Nummer                                                                  | 43                                                                      | 46                                                                      | uit                                                                     |